# Megasema umbrata
Megasema umbrata är en fjärilsart som beskrevs av Schultz 1908. Megasema umbrata ingår i släktet Megasema och familjen nattflyn. Inga underarter finns listade i Catalogue of Life.